# Темптандер, Роберт
Оскар-Роберт Темптандер (швед. Oscar Robert Themptander; 14 февраля 1844, Стокгольм, Швеция — 30 января 1897, Стокгольм) — шведский политический и государственный деятель, премьер-министр Швеции с 16 мая 1884 по 6 февраля 1888 годах во время правления короля Оскара II, губернатор лена Стокгольм с 1888 по 1896 год. Был также министром финансов Швеции.
Роберт Темптандер является самым молодым премьер-министром в истории Швеции, занявшим кресло премьера в возрасте 40 лет и 92 дней. Скончавшись в возрасте неполных 53 лет, он также стал самым молодым умершим премьер-министром страны.

## Биография
Сын офицера шведской армии. После изучения права в университете Упсалы, и успешной карьеры на государственной службе, в 1879 году он стал членом нижней палаты парламента. Вначале — член центристской партии, лояльной действующему тогда правительству.
До своего премьерства в 1880 в правительстве Арвида Поссе стал министром без портфеля, а в 1881 году — министром финансов Швеции. Остался в этой должности в течение трех лет.
С 16 мая 1884 возглавив правительство, осуществил меры по совершенствованию обороноспособности страны, оснащению армии современными видами вооружения, уменьшил размер земельного податка.
Менее успешными были его попытки по защите системы свободной торговли. Поскольку цены на продовольствие на мировых рынках упали из-за увеличения импорта из Северной Америки, резко встал вопрос по защите шведских интересов. После победы сторонников протекционизма на выборах в верхнюю палату (1886) Темптандер заявил о готовности уйти в отставку, однако под давлением короля Оскара II, отказался от этого намерения.
6 февраля 1888 года всё же покинул пост премьер-министра Швеции. Главной причиной отставки стала победа протекционистов на выборах в Риксдаг.